# Seritinga (ort)
Seritinga är en ort i Brasilien.   Den ligger i kommunen Seritinga och delstaten Minas Gerais, i den sydöstra delen av landet, 800 km sydost om huvudstaden Brasília. Seritinga ligger 970 meter över havet och antalet invånare är 1 790.
Terrängen runt Seritinga är kuperad söderut, men norrut är den platt. Seritinga ligger nere i en dal. Runt Seritinga är det glesbefolkat, med 15 invånare per kvadratkilometer.. Närmaste större samhälle är Serranos, 2,3 km norr om Seritinga.
Omgivningarna runt Seritinga är huvudsakligen savann.